# Coppa di Francia 1975-1976
La stagione 1975-76 è stata la 59ª edizione della Coppa di Francia.

## Risultati

### 7º Turno
| Squadra 1               | Risultato       | Squadra 2           |
| ----------------------- | --------------- | ------------------- |
| Tours                   | 1 - 0           | JGA Nevers          |
| Béziers                 | 1 - 0           | AS Montferrand      |
| Olympique Saint-Quentin | 3 - 0           | Boulogne            |
| Cambrai                 | 0 - 1           | Dunkerque           |
| Louhans-Cuiseaux        | 0 - 2           | Besançon            |
| Entente Fontainebleau   | 3 - 0           | Le Mans             |
| Lorient                 | 4 - 0           | ES La Rochelle      |
| Caen                    | 1 - 0           | Beauvais            |
| Stade Briochin          | 1 - 2           | Rouen               |
| UES Montmorillon        | 2 - 2 (X-X dcr) | SO Cholet           |
| Mulhouse                | 4 - 0           | US Baume-les-Dames  |
| Limoges                 | 3 - 2 (dts)     | Châteauroux         |
| US Albi                 | 1 - 3           | Sète                |
| AS Brignolles           | 1 - 2           | Cannes              |
| US Noeux-les-Mines      | 1 - 2           | US Malakoff         |
| SU Agen                 | 1 - 4           | Tolosa              |
| Sedan                   | 0 - 0 (X-X dcr) | AS Creil            |
| SR Haguenau             | 1 - 0           | Épinal              |
| Laval                   | 3 - 0           | AAJ Blois           |
| SC Tolone               | 2 - 0           | ROS Menton          |
| SC Hazebrouck           | 0 - 1           | RC Épernay          |
| Angers                  | 8 - 1           | US Alençon          |
| USSC Redon              | 1 - 3           | Red Star 93         |
| Montluçon               | 5 - 1           | Villemomble Sports  |
| Amiens                  | 4 - 0           | Stade Béthunois FC  |
| Véloce Vannes US        | 2 - 2 (X-X dcr) | Rennes              |
| Brest                   | 2 - 2 (X-X dcr) | UKC Vannes          |
| Martigues               | 5 - 0           | AS Vence            |
| Auxerre                 | 4 - 0           | Évry                |
| Gazélec Ajaccio         | 2 - 1           | US Abbaye Grenoble  |
| FC Éloyes               | 0 - 3           | Saint-Dié           |
| Chaumont                | 5 - 0           | Pontoise            |
| Annecy                  | 4 - 1           | Saint-Priest        |
| AS Aix-en-Provence      | 1 - 1 (X-X dcr) | Montpellier         |
| AS Corbeil-Essonnes     | 3 - 0           | Nouméa              |
| Mutzig                  | 2 - 1           | CS Stiring-Wendel   |
| Olympique Alès          | 2 - 4           | US Montélimar       |
| ES Juvisy               | 2 - 1           | Martinique          |
| Niort                   | 0 - 1           | SC Saint-Symphorien |
| Guingamp                | 3 - 1 (dts)     | USO Mondeville      |
| Meaux                   | 5 - 0           | Cayenne             |
| JS Audun-le-Tiche       | 1 - 1 (X-X dcr) | AS Pierrots Vauban  |
| Thonon                  | 1 - 0           | CO Saint-Chamond    |

### Sedicesimi di finale
| Squadra 1                  | Totale | Squadra 2           | Andata | Ritorno |
| -------------------------- | ------ | ------------------- | ------ | ------- |
| US Valenciennes-Anzin      | 3 - 2  | Nîmes               | 3 - 0  | 0 - 2   |
| Troyes AF                  | 3 - 4  | Sochaux             | 1 - 1  | 2 - 3   |
| Nizza                      | 3 - 1  | Bordeaux            | 1 - 0  | 2 - 1   |
| Lens                       | 1 - 4  | Paris Saint-Germain | 0 - 3  | 1 - 1   |
| Brest                      | 2 - 4  | Olympique Lione     | 0 - 3  | 2 - 1   |
| SR Saint Dié               | 2 - 7  | Stade Reims         | 0 - 3  | 2 - 4   |
| Rennes                     | 0 - 2  | Metz                | 0 - 2  | 0 - 0   |
| Auxerre                    | 0 - 2  | Olympique Marsiglia | 0 - 0  | 0 - 2   |
| Chaumont                   | 3 - 5  | Angers              | 3 - 1  | 0 - 4   |
| Laval                      | 5 - 1  | Tolosa              | 5 - 1  | 0 - 0   |
| Pierrots Vauban Strasbourg | 3 - 5  | Bastia              | 2 - 2  | 1 - 3   |
| Montpellier PSC            | 3 - 5  | Dunkerque           | 2 - 3  | 1 - 2   |
| Sète                       | 2 - 3  | Meaux               | 0 - 3  | 2 - 0   |
| FCSR Haguenau              | 0 - 5  | Nancy               | 0 - 2  | 0 - 3   |
| Guingamp                   | 1 - 6  | Lilla               | 1 - 2  | 0 - 4   |
| Thonon-les-Bains           | 2 - 3  | Béziers             | 1 - 2  | 1 - 1   |

### Ottavi di finale
| Squadra 1             | Totale | Squadra 2           | Andata | Ritorno |
| --------------------- | ------ | ------------------- | ------ | ------- |
| Nizza                 | 2 - 6  | Bastia              | 2 - 2  | 0 - 4   |
| Lilla                 | 0 - 6  | Olympique Lione     | 0 - 2  | 0 - 4   |
| Stade Reims           | 2 - 4  | Olympique Marsiglia | 1 - 1  | 1 - 3   |
| US Valenciennes-Anzin | 4 - 0  | Sochaux             | 4 - 0  | 0 - 0   |
| Metz                  | 5 - 3  | Dunkerque           | 4 - 1  | 1 - 2   |
| Laval                 | 2 - 4  | Nancy               | 1 - 3  | 1 - 1   |
| Paris Saint-Germain   | 5 - 2  | Sète                | 3 - 0  | 2 - 2   |
| Béziers               | 1 - 6  | Angers              | 1 - 4  | 0 - 2   |

### Quarti di finale
| Squadra 1           | Totale | Squadra 2             | Andata | Ritorno     |
| ------------------- | ------ | --------------------- | ------ | ----------- |
| Nancy               | 3 - 2  | US Valenciennes-Anzin | 2 - 0  | 1 - 2 (dts) |
| Bastia              | 0 - 1  | Metz                  | 0 - 1  | 0 - 0       |
| Paris Saint-Germain | 1 - 3  | Olympique Lione       | 1 - 1  | 0 - 2       |
| Angers              | 1 - 2  | Olympique Marsiglia   | 1 - 0  | 0 - 2       |

### Semifinali
| Squadra 1           | Risultato | Squadra 2 |
| ------------------- | --------- | --------- |
| Olympique Marsiglia | 4 - 1     | Nancy     |
| Olympique Lione     | 2 - 0     | Metz      |

### Finale
| Squadra 1           | Risultato | Squadra 2       |
| ------------------- | --------- | --------------- |
| Olympique Marsiglia | 2 - 0     | Olympique Lione |

| Arbitro: | Wurtz |

| |            | |
| Noguès 67’ Boubacar 84’ | Marcatori  | |
| · Migeon · Lemée · V. Zvunka · Trésor · Bracci · Buigues · Fernandez · Noguès · 88’ Boubacar · Yazalde · Bereta · A disposizione: · 88’ Martinez | Formazioni | · De Rocco · Garrigues · Jodar · Mihajlović · Domenech · Bernad · Cacchioni · Maneiro 74’ · Chiesa · Lacombe · Ferrigno · A disposizione: · Valette 74’ |
| J. Zvunka | Allenatori | Mignot |